# Colors of Evil: Red
Colors of Evil: Red (polska: Kolory zla. Czerwien) är en polsk kriminal- och dramafilm från 2024. Filmen är regisserad av Adrian Panek, med manus skrivet av Panek, Łukasz M. Maciejewski och Małgorzata Oliwia Sobczak.
Filmen hade premiär på Netflix den 29 maj 2024.

## Handling
När en flickas kropp hittas på en strand i slår sig en åklagare samman med offrets mamma för att söka efter sanningen.

## Rollista (i urval)
| Jakub Gierszał     | – Leopold Bilski  |
| Maja Ostaszewska   | – Helena Bogucka  |
| Zofia Jastrzębska  | – Monika Bogucka  |
| Andrzej Konopka    | – Tadeusz Dubiela |
| Przemyslaw Bluszcz | – Lukasz Kazarski |
| Wojciech Zielinski | – Waldemar Mila   |
| Andrzej Zielinski  | – Roman Bogucki   |
| Kagga Jayson       | – Leonard         |